# Золотая шайба

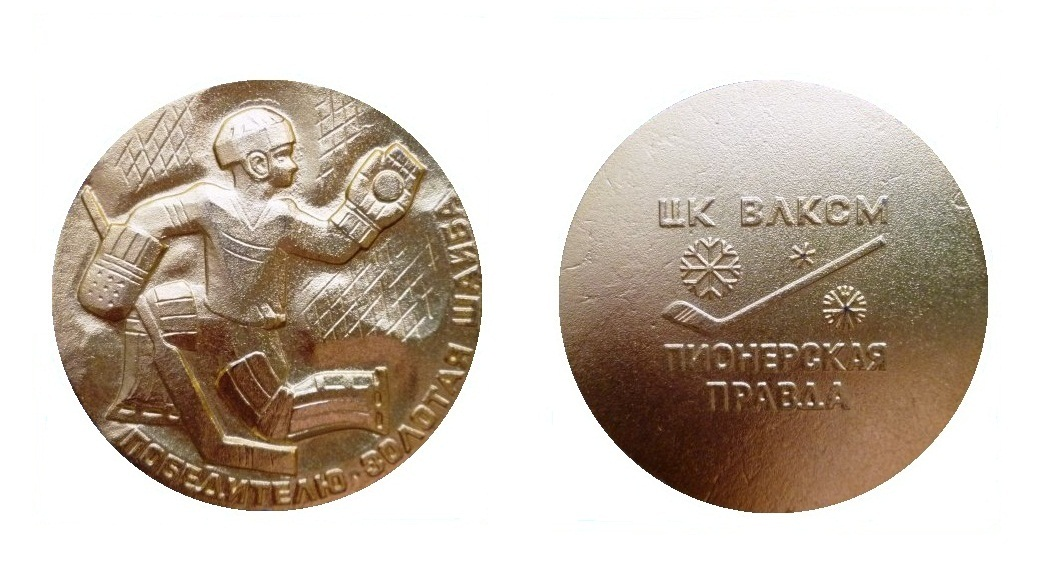
Медаль победителю детского хоккейного турнира «Золотая шайба» на приз газеты
«Пионерская правда»

Золота́я ша́йба — всесоюзный и всероссийский хоккейный турнир среди детских команд.

## История турнира
История турнира «Золотая шайба» началась 8 декабря 1964 года, когда на страницах газеты «Пионерская правда» был опубликован призыв «На старт, друзья! Золотая шайба зовет!».
В этом же году были проведены первые соревнования. В первом турнире, который состоялся в зимнем сезоне 1964—1965 годов, приняли участие 57 команд. Основателем турнира и председателем клуба «Золотая шайба» был знаменитый тренер Анатолий Тарасов.
С 1965 года соревнования проходили в одной возрастной категории, с 1971 года — в двух (11—13 лет и 14—15 лет), с 1975 — в трёх (10—12, 13—14, 15—16 лет). По положению, турниры проводились поэтапно: на первенство города (района), области (края, АССР), зоны РСФСР, республик СССР. Победители последних получали путёвки на всесоюзный турнир. Первый финальный турнир прошёл в Москве в 1965 году; победила команда «Шайба» (Москва). Серебряными медалями были награждены игроки команды «Ангара» (Ангарск, Иркутская область). Бронзовые медали были вручены команде «Восход» (Свердловск). Первый сезон соревнований на приз клуба «Золотая шайба» объединил свыше 2 миллионов участников.
С 1991 года по 2006 председателем был Анатолий Ефименко, а с декабря 2006 до своей смерти в сентябре 2013 года им руководил Игорь Ромишевский.
В играх турнира в своё время принимали участие многие знаменитые хоккеисты, среди них — Владислав Третьяк, Александр Мальцев, Владимир Мышкин, Владимир Крутов, Вячеслав Фетисов.

## Порядок проведения турнира
В настоящее время соревнования проводятся по трём возрастным группам в четыре этапа :
- первенства районов, городов, массовые соревнования по месту жительства
- республиканские, краевые, областные, окружные соревнования
- соревнования по федеральным округам среди городских команд
- всероссийские финальные соревнования